# Riitta Inkeri Väisänen
Riitta Inkeri Väisänen (Turku, 16 luglio 1954) è una modella, attrice e conduttrice televisiva finlandese, vincitrice del titolo di Miss Europa 1977.

## Biografia
Nel 1976 la Väisänen ottiene prima la corona di Miss Finlandia e nel corso dello stesso anno anche quella del concorso di bellezza internazionale Miss Europa, ottenuta il 5 giugno 1976 a Rodi in Grecia.
Dopo il titolo, intraprende la carriera di conduttrice televisiva. Il primo programma che le viene affidato nel 1984 è Spede Show, che iniziato nel 1984 una delle trasmissioni più longeve della televisione finlandese, in onda ininterrottamente dal 1968 al 1987.
Ha vinto per cinque anni consecutivi il riconoscimento Telvis Awards, dal 1987 al 1991.